# Meco de Tírvia
 Joan Teix, nascut a Tírvia al segle xix, més conegut com "Meco de Tirvia", va ser un bandoler català que actuà al Pallars Sobirà. Va ser capturat, condemnat a mort i executat al poble de Sort.

## Biografia
La segona meitat del segle xix van ser temps convulsos a la Catalunya rural. Les conseqüències de les Guerres Carlines van significar el trencament amb el model d’agricultura de subsistència existent. La crisi econòmica va suposar un revifament del bandolerisme. Petits escamots de 6 a 10 persones, liderades per un capitost, controlaven els camins principals d’accés als pobles i assaltaven als traginers i als amos de les cases benestants. Una altra font d’ingressos era el segrest per obtenir rescats de les famílies, sota amenaça de mort.
Joan Teix va ser l’exponent de la part més violenta d’aquest fenomen. Junt amb el seu lloctinent, Bella d’Alins, van sembrar el terror a la part alta del Pallars Sobirà.
L'imaginari popular els ha convertit en personatges mítics dels Pirineus, barrejant realitat i ficció. Al Pallars sovint es confonen les malifetes atribuïdes a algun dels bandolers més coneguts: El Lliser d'Arcalís i el Meco de Tírvia.